# Гаузах
Гаузах (нім. Hausach) — місто в Німеччині, знаходиться в землі Баден-Вюртемберг. Підпорядковується адміністративному округу Фрайбург. Входить до складу району Ортенау.
Площа — 36,07 км2. Населення становить 5759 ос. (станом на 31 грудня 2020).

## Відомі уродженці
Рудольф Арчибальд Райс (1875—1929) — швейцарський криміналіст и судовий експерт.